# Fleuve Congo (album)
Pour les articles homonymes, voir Fleuve Congo (homonymie) et Congo.
Albums de Valérie Lagrange
Rebelle 1985
Fleuve Congo est un album studio de Valérie Lagrange sorti en 2003.
- Préface de Valérie Lagrange : « Si, au lieu de croire en un hypothétique Dieu, les hommes avaient cru en eux-mêmes et s’étaient respectés, beaucoup de morts, de larmes et de souffrances leur auraient été épargnées.
Je ne crois pas en un Dieu, je crois en l’homme, en son incroyable pulsion de vie qui l’a projeté en si peu de temps si l’on considère les milliards d’existence de la terre, des arbres où il vivait en se nourrissant de baies sauvages jusqu’aux lointaines planètes qu’il explore maintenant régulièrement.
Rien ne lui a été donné. Son combat pour la survie dans une nature hostile et cruelle où la loi de base est « tue pour ne pas être tué » a été âpre et douloureux.
Il faut lui pardonner sa barbarie et toutes ses erreurs. Il fait ce qu’il peut. Il est en devenir. Il s’améliore tout doucement.
On ne voit bien la montagne que lorsqu’on s’en éloigne.
Il faut apprendre le pardon.
Le pardon est notre grandeur, notre humanité, notre altitude, notre dignité, sans lui nous ne sommes que « naturels » et donc cruels. »

## Titres
| 1.    | Fleuve Congo                                   | Benjamin Biolay         | Benjamin Biolay  | 3:17 |
| 2.    | Julien                                         | Valérie Lagrange        | Valérie Lagrange | 3:53 |
| 3.    | Bateau ivre                                    | Valérie Lagrange        | Valérie Lagrange | 3:19 |
| 4.    | La Guerilla                                    | Serge Gainsbourg        | Serge Gainsbourg | 3:21 |
| 5.    | Mon amour pour toi                             | Valérie Lagrange        | Valérie Lagrange | 5:14 |
| 6.    | La Chanson de Tessa (duo avec Benjamin Biolay) | Jean Giraudoux          | Maurice Jaubert  | 3:14 |
| 7.    | La Maison sous les glycines                    | Valérie Lagrange        | Valérie Lagrange | 4:41 |
| 8.    | Idées reçues                                   | Benjamin Biolay         | Benjamin Biolay  | 4:29 |
| 9.    | La Prière                                      | poème de Francis Jammes | Georges Brassens | 4:39 |
| 10.   | Sensations                                     | poème d’Arthur Rimbaud  | Valérie Lagrange | 2:51 |
| 11.   | Kerouac                                        | texte de Jack Kerouac   |                  | 3:03 |
| 41:59 |                                                |                         |                  |      |

## Crédits

### Musiciens
- Accordéon : François Régis Gizazo (7), Jacques Higelin (3)
- Basse : Virgilio Duarte (7), Laurent Verneret (1, 2, 3, 4, 5, 8, 10)
- Batterie : Denis Bennarrosch (1, 3, 4, 6, 8), David Maurin (2, 11)
- Cavaquinho : Antonio Pina Alves (7), Joao José Pina Alves (7),
- Clavier : Michel Amsellem (8), Benjamin Biolay (3)
- Cordes : Killim orchestral (1, 3, 5, 8), Karen Brunon, Elsa Ben Abdallah, Florent Bremond et Cristophe Morin (4, 6)
- Darbouka : Rabah Khalfa (9)
- Fender Rhodes : Michel Amsellem (4), David Berlan (2)
- Flûte : Hervé Teboul (9)
- Guitare : Benjamin Biolay (3, 5, 8), Nicolas Fizeman (1, 4, 8, 10), Joao José Pina Alves (7), Éric Sauviat (2, 6)
- Harmonica : Laurent Verneret (2)
- Oud : Mohamed-Taoufik Bestandji (9)
- Orgue : Benjamin Biolay (1, 4, 8)
- Percussions : Denis Bennarrosch (1, 3, 4, 6, 8), David Maurin (2), José Luis Do Naseimento (7)
- Piano : Benjamin Biolay (1, 5, 8, 11), Andrade Fernando (7 et arrangement)
- Qanûn : Lakéhal Belhaddad (9)
- Sitar : Bijaya Vaidya (10)
- Tablâ : Denis Bennarrosch (10)
- Violon : Mohamed Bennis (9), Zorica Stanojevic (1, 3, 5, 8)

### Production
- Producteurs : Marc di Domenico, Philippe Ulrich
- Réalisation, arrangements : Benjamin Biolay (1, 2, 3, 4, 5, 6, 8, 10, 11), Exxos[7] (7, 9)
- Enregistrement : Yann Arnault (studio Gang), Bruno Dejarnac (studios de la Seine, studios Ferber)
- Mixage : Bruno Dejarnac (studio Plus 30, studio du Palais)
- Mastering : Chab à Translab
- Éditeurs : 
  - DR / Valérie Lagrange : Sensations
  - Éditions Bagatelle / Sidonie : La Guerilla[1]
  - Édition Diese Prod / Delabel : Fleuve Congo, Idées reçues
  - Édition Diese Prod / Delabel / Éditions La Différence : Kerouac
  - Édition Exxos Publishing / Valérie Lagrange : Julien, Bateau Ivre, Mon amour pour toi, La Maison sous les glycines
  - Éditions Warner Chapell : La Chanson de Tessa, La Prière
- Photographie recto pochette : Shanta Rao (Métis)
- Illustrations couleur, intérieur pochette et verso : Ian Jelfs
- Conception pochette : SpMillot pour Milk
- Album : CD  Exxos / BMG 82876504932 paru le 23 avril 2003

## Remerciements
- Valérie Lagrange : « Merci à Benjamin Biolay pour sa sensibilité et son grand talent qui m’ont inspirée et aidée à re-naître, à Alain Fréjé mon agent, à Bertrand Coqueugniot pour m’avoir présenté Benjamin à une époque où personne ne parlait encore de lui, à Patrick Zelnik pour avoir été à la base de ma rencontre avec Philippe Ulrich et Marc di Domenico, mes producteurs et amis, à Robert Legal, à Jacques Higelin pour son accordéon « subtil », à Louis Bertignac pour m’avoir si gentiment donné de son temps, à Bruno Dejarnac pour sa gentillesse et son savoir-faire, à Yann Arnault, à Marie-France O’Leary pour m’avoir « maternée » dans des moments difficiles, à Maxime René Climent et Jean-François Climent, à Jean-Claude Grenassia, à Laurent Mauganas, à José Da Silva, Taoufik, à Chab chez Translab et à toute l’équipe d’Exxos[7] : Karine, Christophe, Fred et Renata et bien sûr à tous les musiciens qui ont gravé ici un petit morceau de leur âme… »
- Valérie Lagrange : « Merci à toute l’équipe de Vogue pour leur enthousiasme et leur accueil chaleureux et tout mon amour à Ian pour sa patience et son sourire d’enfant. »

## Autour de l’album
- Valérie Lagrange[8] : « L’été 2000, Bertrand Coqueugniot, alors directeur artistique chez EMI, a tenu à me présenter Benjamin Biolay, un jeune auteur-compositeur-interprète en qui il croyait beaucoup. Il pensait que nous devrions essayer de travailler ensemble. J’étais ouverte à toutes expériences et comme Benjamin est un garçon charmant, extrêmement talentueux, dont la culture musicale est grande et dont les goûts rejoignent les miens sur beaucoup de points, nous avons entrepris de réaliser quelques titres en studio. Après toutes ces années au cours desquelles je m’étais volontairement extraite de la scène musicale pour m’occuper de Ian, Benjamin m’a beaucoup aidée à me recentrer, à retrouver en moi une inspiration que je croyais tarie. Mais comme il est un compositeur très demandé, nous avons mis deux années à réaliser cet album, en profitant de ses moments disponibles. Ça n’a pas toujours été facile à vivre pour moi, mais ce délai a permis la maturation nécessaire à sa réussite.
Lors de l’été 2000, nous avons signé un contrat avec Philippe Ulrich et Marc di Domenico, les fondateurs d’Exxos[7], une maison de production indépendante, qui venait de triompher avec l’album d’Henri Salvador[9]. Quelques mois plus tard, BMG nous a pris en distribution : l’album Fleuve Congo est sorti fin avril 2003. France Inter et la Fnac ont décidé d’en être partenaires, et les critiques furent excellentes. Début novembre, il y a eu un concert au Bataclan de Paris, suivi de quelques dates en province. En février 2004, j’ai été nommée aux Victoires de la musique, dans la catégorie « Meilleure interprète féminine de l’année », en compagnie de Juliette Gréco, Keren Ann et Carla Bruni[10]. »